# Quercus grahamii
Quercus grahamii — вид рослин з родини букових (Fagaceae).

## Біоморфологічна характеристика
Це дерево 10–30 метрів; стовбур від 30 см до 1 м в діаметрі. Кора кольору темної кави, борозниста. Гілочки спочатку жовто-коричнево запушені, потім голі з кількома зірчастими волосками, червонувато-коричневі, з жовтими сочевицями. Листки 5–16 × 1.5–5 см, у 3–4 рази більші у довжину ніж у ширину, жорсткі, більш-менш вузько еліптичні або еліптично-ланцетні; верхівка загострена, іноді послаблюється, з щетиною; основа округла або послаблена, часто коса; край часто хвилеподібний, цілий або з 5–13 короткими зубцями зі щетиною на кожному краю, іноді лише на верхівкових 2/3; зрілі листки зверху блискучі, голі або з трихомами вздовж середньої жилки; знизу блідіші, голі або іноді з пахвовими пучками зірчастих волосків, без залозистих волосків; ніжка листка 0.9–2 см завдовжки, гола. Період цвітіння: січень — квітень. Чоловічі сережки завдовжки 7–13 см, без волосся, 10–35-квіткові; жіночі сережки завдовжки 0.5–2 см, 1–5-квіткові. Жолуді дозрівають на другий рік, 1–1.9 см завдовжки, поодиноко або парні, сидячі або на дуже короткому квітконосі, яйцеподібні, закриті на 1/3 або 1/2 чашечкою.

## Проживання
Ендемік Мексики (Веракрус, Коліма, Герреро, Халіско, Мексика, Мічоакан, Морелос, Наярит, Оахака, Пуебла, Тласкала). Вид трапляється в дубовому лісі на висотах 1540–2480 метрів.